# Джорджо Манганели
Джорджо Манганели е италиански писател, журналист, есеист и преводач, майстор на разказа, смятан за представител на италианския литературен неоавангард (редом с Умберто Еко, Луиджи Малерба, Едоардо Сангуинети и други).

## Биография
Роден е на 15 ноември 1922 г. в Милано. Завършва политология в университета в Павия; преподава английски в училище и в университета; пише за някои от най-важните италиански периодични издания („Ла Стампа“, „Кориере дела сера“, „L'Europeo“ и пр.); сътрудничи като консултант на големи издателски къщи като Мондадори, Еинауди, Аделфи. Превежда от английски творби на автори като Едгар Алан По, Т. С. Елиът, Ерик Амблър, Хенри Джеймс, О. Хенри.
Писателската си кариера започва сравнително късно, през 1964 г. с експерименталния роман „Хиларотрагедия“. Приживе издава над 20 книги, част от които съдържат неговите пътеписи от Индия, Китай, Исландия, Дания, Ирак, Пакистан, Аржентина. Единственото му произведение, преведено на български, е публикуваният в поредица „Кратки разкази завинаги“ „Центурия“ (1979), сборник от сто „романа-река“, отличен в Италия с престижната награда „Виареджо“ (1979), а в България – с националната награда „Христо Г. Данов“ в категорията превод (2014).